# Чемпионат мира по лыжным видам спорта 2019
52-й чемпионат мира по лыжным видам спорта прошёл с 20 февраля по 3 марта 2019 года в австрийском Зефельде. Зефельд второй раз в истории принимал чемпионат мира после 1985 года.
На чемпионате было разыграно 22 комплекта наград. В отличие от предыдущего чемпионата в программу были добавлены командные соревнования женщин на нормальном трамплине.
Чемпионат завершился триумфом сборной Норвегии, которая завоевала 25 медалей, в том числе 13 из 22 золотых. В мужских лыжных гонках норвежцы выиграли все шесть золотых медалей, а в женских — 4 из 6. Сборная Германии завоевала 6 из 10 золотых медалей, разыгранных в прыжках с трамплина и в двоеборье. Кроме Норвегии и Германии золото на чемпионате сумели выиграть только Швеция (2) и Польша (1).
По три золотые медали на чемпионате завоевали норвежские лыжники Йоханнес Хёсфлот Клебо и Тереза Йохауг, а также немецкий прыгун с трамплина Маркус Айзенбихлер. Йохауг довела общее количество своих титулов чемпионки мира до 10. В лыжном двоеборье по две золотых и одной серебряной награде завоевали Эрик Френцель и Ярл Магнус Риибер. Норвежская лыжница Ингвильд Эстберг завоевала пять медалей, но ни одной золотой. Российский лыжник Александр Большунов завоевал 4 серебряные награды.

## Медальный зачёт
| Место | Страна    | Золото | Серебро | Бронза | Всего |
| ----- | --------- | ------ | ------- | ------ | ----- |
| 1     | Норвегия  | 13     | 5       | 7      | 25    |
| 2     | Германия  | 6      | 3       | 0      | 9     |
| 3     | Швеция    | 2      | 2       | 1      | 5     |
| 4     | Польша    | 1      | 1       | 0      | 2     |
| 5     | Россия    | 0      | 5       | 3      | 8     |
| 6     | Австрия   | 0      | 4       | 5      | 9     |
| 7     | Италия    | 0      | 1       | 1      | 2     |
| 8     | Словения  | 0      | 1       | 0      | 1     |
| 9     | Япония    | 0      | 0       | 2      | 2     |
| 10    | Финляндия | 0      | 0       | 1      | 1     |
| 10    | Франция   | 0      | 0       | 1      | 1     |
| 10    | Швейцария | 0      | 0       | 1      | 1     |
|       | Всего     | 22     | 22      | 22     | 66    |

## Медалисты

### Лыжные гонки
Мужчины
| Дата       | Дисциплина                                  | Золото                                                                               | Серебро                                                                                | Бронза                                                                  |
| 21.02.2019 | 1,6 км Спринт СС см. подробнее              | Йоханнес Хёсфлот Клебо Норвегия                                                      | Федерико Пеллегрино Италия                                                             | Глеб Ретивых Россия                                                     |
| 23.02.2019 | 30 км Скиатлон КС/СС см. подробнее          | Шур Рёте Норвегия                                                                    | Александр Большунов Россия                                                             | Мартин Йонсруд Сундбю Норвегия                                          |
| 24.02.2019 | 6×1,6 км Командный спринт КС см. подробнее  | Норвегия · Йоханнес Хёсфлот Клебо · Эмиль Иверсен                                    | Россия · Александр Большунов · Глеб Ретивых                                            | Италия · Франческо Де Фабиани · Федерико Пеллегрино                     |
| 27.02.2019 | 15 км Индивидуальная гонка КС см. подробнее | Мартин Йонсруд Сундбю Норвегия                                                       | Александр Бессмертных Россия                                                           | Ийво Нисканен Финляндия                                                 |
| 01.03.2019 | 4×10 км Эстафета КС/СС см. подробнее        | Норвегия · Эмиль Иверсен · Мартин Йонсруд Сундбю · Шур Рёте · Йоханнес Хёсфлот Клебо | Россия · Андрей Ларьков · Александр Бессмертных · Александр Большунов · Сергей Устюгов | Франция · Адриен Бакшайдер · Морис Манифика · Клеман Парисс · Ришар Жув |
| 03.03.2019 | 50 км Масс-старт СС см. подробнее           | Ханс Кристер Холунн Норвегия                                                         | Александр Большунов Россия                                                             | Шур Рёте Норвегия                                                       |

Женщины
| Дата       | Дисциплина                                  | Золото                                                                    | Серебро                                                                   | Бронза                                                                           |
| 21.02.2019 | 1,2 км Спринт СС см. подробнее              | Майкен Касперсен Фалла Норвегия                                           | Стина Нильссон Швеция                                                     | Мари Эйде Норвегия                                                               |
| 23.02.2019 | 15 км Скиатлон КС/СС см. подробнее          | Тереза Йохауг Норвегия                                                    | Ингвильд Эстберг Норвегия                                                 | Наталья Непряева Россия                                                          |
| 24.02.2019 | 6×1,2 км Командный спринт КС см. подробнее  | Швеция · Стина Нильссон · Мая Дальквист                                   | Словения · Катя Вишнар · Анамария Лампич                                  | Норвегия · Майкен Касперсен Фалла · Ингвильд Эстберг                             |
| 26.02.2019 | 10 км Индивидуальная гонка КС см. подробнее | Тереза Йохауг Норвегия                                                    | Фрида Карлссон Швеция                                                     | Ингвильд Эстберг Норвегия                                                        |
| 28.02.2019 | 4×5 км Эстафета КС/СС см. подробнее         | Швеция · Эбба Андерссон · Фрида Карлссон · Шарлотт Калла · Стина Нильссон | Норвегия · Хейди Венг · Ингвильд Эстберг · Астрид Якобсен · Тереза Йохауг | Россия · Юлия Белорукова · Анастасия Седова · Анна Нечаевская · Наталья Непряева |
| 02.03.2019 | 30 км Масс-старт СС см. подробнее           | Тереза Йохауг Норвегия                                                    | Ингвильд Эстберг Норвегия                                                 | Фрида Карлссон Швеция                                                            |

### Лыжное двоеборье
| Дата       | Дисциплина                                          | Золото                                                                   | Серебро                                                                     | Бронза                                                                       |
| 22.02.2019 | БТ 130 м + 10 км Гундерсен см. подробнее            | Эрик Френцель Германия                                                   | Ян Шмид Норвегия                                                            | Франц-Йозеф Рерль Австрия                                                    |
| 24.02.2019 | БТ 130 м + 2×7,5 км Командный спринт см. подробнее  | Германия · Эрик Френцель · Фабиан Риссле                                 | Норвегия · Ян Шмид · Ярл Магнус Риибер                                      | Австрия · Франц-Йозеф Рерль · Бернхард Грубер                                |
| 28.02.2019 | НТ 109 м + 10 км Гундерсен см. подробнее            | Ярл Магнус Риибер Норвегия                                               | Бернхард Грубер Австрия                                                     | Акито Ватабэ Япония                                                          |
| 02.03.2019 | НТ 109 м + 4×5 км Командный Гундерсен см. подробнее | Норвегия · Эспен Бьёрнстад · Ян Шмид · Йорген Гробак · Ярл Магнус Риибер | Германия · Йоханнес Ридцек · Эрик Френцель · Фабиан Риссле · Винценц Гайгер | Австрия · Бернхард Грубер · Марио Зайдль · Франц-Йозеф Рерль · Лукас Клапфер |

### Прыжки с трамплина
Мужчины
| Дата       | Дисциплина                                         | Золото                                                                     | Серебро                                                                    | Бронза                                                          |
| 23.02.2019 | БТ 130 м Индивидуальные соревнования см. подробнее | Маркус Айзенбихлер Германия                                                | Карл Гайгер Германия                                                       | Киллиан Пайер Швейцария                                         |
| 24.02.2019 | БТ 130 м Командные соревнования см. подробнее      | Германия · Карл Гайгер · Рихард Фрайтаг · Штефан Лайе · Маркус Айзенбихлер | Австрия · Филипп Ашенвальд · Михаэль Хайбёк · Даниэль Хубер · Штефан Крафт | Япония · Юкия Сато · Дайки Ито · Дзюнсиро Кобаяси · Рёю Кобаяси |
| 01.03.2019 | НТ 109 м Индивидуальные соревнования см. подробнее | Давид Кубацкий Польша                                                      | Камиль Стох Польша                                                         | Штефан Крафт Австрия                                            |

Женщины
| Дата       | Дисциплина                                         | Золото                                                                      | Серебро                                                                                  | Бронза                                                                             |
| 26.02.2019 | НТ 109 м Командные соревнования см. подробнее      | Германия · Юлиане Зайфарт · Рамона Штрауб · Карина Фогт · Катарина Альтхаус | Австрия · Эва Пинкельниг · Жаклин Зайфридсбергер · Кьяра Хёльцль · Даниэла Ирашко-Штольц | Норвегия · Анна Удине Стрём · Ингебьёрг Саглин Бротен · Силье Опсет · Марен Лундбю |
| 27.02.2019 | НТ 109 м Индивидуальные соревнования см. подробнее | Марен Лундбю Норвегия                                                       | Катарина Альтхаус Германия                                                               | Даниэла Ирашко-Штольц Австрия                                                      |

Микст
| Дата       | Дисциплина                                    | Золото                                                                           | Серебро                                                                            | Бронза                                                                          |
| 02.03.2019 | НТ 109 м Командные соревнования см. подробнее | Германия · Катарина Альтхаус · Маркус Айзенбихлер · Юлиане Зайфарт · Карл Гайгер | Австрия · Эва Пинкельниг · Филипп Ашенвальд · Даниэла Ирашко-Штольц · Штефан Крафт | Норвегия · Анна Удине Стрём · Роберт Юханссон · Марен Лундбю · Андреас Стьернен |

## Допинговый скандал
27 февраля перед стартом мужской гонки на 15 км австрийской полицией по запросу прокуратуры Мюнхена и прокуратуры Инсбрука в рамках антидопингового расследования были задержаны 9 человек, среди которых 5 лыжников. На следующий день были обнародованы имена подозреваемых в манипуляциях с кровью: это казахстанец Алексей Полторанин, австрийцы Макс Хауке и Доминик Бальдауф, а также эстонцы Андреас Веэрпалу и Карел Таммъярв. В соответствии с австрийским законодательством спортсменам грозило до трёх лет тюрьмы, однако была вероятность, что дела в отношении подозреваемых были переданы в правоохранительные органы их родных стран.

## Выбор места проведения
Город был выбран местом проведения мирового первенства на конгрессе ФИС 1-6 июня 2014 года в Барселоне. Вместе с ним на проведения турнира претендовали Оберстдорф (Германия), Планица (Словения) и Алма-Ата (Казахстан). Конгресс постановил, что австрийский Зефельд будет принимать чемпионат мира.

### Голосование
| Город      | 1-й раунд | 2-й раунд | 3-й раунд |
| ---------- | --------- | --------- | --------- |
| Зефельд    | 6         | 6         | 9         |
| Оберстдорф | 8         | 8         | 8         |
| Планица    | 3         | 3         | -         |
| Алма-Ата   | 0         | -         | -         |

## Расписание чемпионата
Дано местное (центральноевропейское) время (UTC+2)
| Дата   | Время | Соревнование                            |
| ------ | ----- | --------------------------------------- |
| 21 фев | 14:30 | Спринт СС                               |
| 23 фев | 11:00 | Скиатлон 15 км. (2 х 7,5 км.) Жен КС/СС |
| 23 фев | 12:30 | Скиатлон 30 км. (2 х 15 км.) Муж КС/СС  |
| 24 фев | 09:15 | Командный спринт КС                     |
| 26 фев | 13:30 | Индивидуальная гонка 10 км. Жен КС      |
| 27 фев | 14:00 | Индивидуальная гонка 15 км. Муж КС      |
| 28 фев | 13:00 | Эстафета 4х5 км. Жен КС/СС              |
| 1 мар  | 13:15 | Эстафета 4×10 км. Муж КС/СС             |
| 2 мар  | 12:15 | Масс-старт 30 км. Жен СС                |
| 3 мар  | 15:30 | Масс-старт 50 км. Муж СС                |

| Дата   | Время       | Соревнование                      |
| ------ | ----------- | --------------------------------- |
| 22 фев | 10:30 16:15 | Большой трамплин HS130 / 10 км    |
| 24 фев | 10:30 13:30 | Командный спринт HS130 / 2х7,5 км |
| 28 фев | 11:00 15:15 | Малый трамплин HS109 / 10 км      |
| 2 мар  | 11:00 14:45 | Команды HS109 / 4х5 км            |

| Дата   | Время | Соревнование                   |
| ------ | ----- | ------------------------------ |
| 23 фев | 14:30 | Большой трамплин HS130. Муж    |
| 24 фев | 14:45 | Команды HS130. Муж             |
| 26 фев | 16:15 | Команды HS109. Жен             |
| 27 фев | 16:15 | Малый трамплин HS109. Жен      |
| 1 мар  | 16:00 | Малый трамплин HS109. Муж      |
| 2 мар  | 16:00 | Смешанные команды (м+ж). HS109 |